# Bataille de Trouillas
Pour les articles homonymes, voir Trouillas.
Première Coalition
Batailles
La bataille de Trouillas se déroula le 22 septembre 1793 près du village de Trouillas dans les Pyrénées-Orientales, à 12 km au sud-ouest de Perpignan. Livrée dans le cadre de la guerre du Roussillon, elle opposa les forces françaises du général Luc Siméon Auguste Dagobert de Fontenille aux troupes espagnoles du général Antonio Ricardos. Alors que les Français cherchaient à exploiter leur succès à la bataille de Peyrestortes quelques jours plus tôt, l'affrontement se solda par une victoire espagnole.

## Contexte
Depuis qu'elle avait envahi le Roussillon en avril 1793, l'armée espagnole du capitaine-général Antonio Ricardos avait remporté plusieurs succès sur les troupes de la République française, notamment lors du siège du fort de Bellegarde au mois de juin. À cette date, les forces espagnoles n'étaient plus qu'à quelques kilomètres au sud de Perpignan. Au début du mois de septembre, Ricardos entreprit d'isoler et de capturer la ville en envoyant deux divisions à l'ouest afin de couper la route vers Narbonne, tandis que lui-même bombarderait la forteresse par le sud. Le 17, un contingent français sous les ordres du général de division Eustache Charles d'Aoust et du général de brigade Jacques Gilles Henri Goguet attaqua néanmoins les positions du lieutenant-général Jerónimo Girón-Moctezuma (en) à Peyrestortes et celles du lieutenant-général Juan de Courten à Le Vernet. Les Français remportèrent une brillante victoire et leurs adversaires, durement éprouvés, se regroupèrent vers Trouillas.
Le lendemain de la bataille, le général de division Luc Siméon Auguste Dagobert de Fontenille fut nommé commandant en chef de l'armée des Pyrénées-Orientales. Désireux d'exploiter la victoire de Peyrestortes, ce en quoi il était exhorté par le représentant en mission Claude Fabre, Dagobert décida d'attaquer Ricardos à Trouillas.

## Déroulement de la bataille
Trouillas était sis dans une plaine traversée par le torrent Canterrane, à environ 100 m d'altitude. Le Mas Deu, une commanderie fondée par les Templiers à l'époque médiévale, était situé à 2,4 km à l'est. Enfin, la commune de Thuir se trouvait à 5 km au nord-ouest. Le secteur était défendu par le général Ricardos avec 17 000 soldats et 38 canons. Quoique renforcé par le 2e bataillon du régiment d'infanterie de Barcelone, le commandant espagnol n'était pas encore parvenu à compenser les pertes élevées subies par ses troupes à Peyrestortes. De son côté, Dagobert disposait de 22 000 hommes pour mener à bien son offensive. L'ordre de bataille français comprenait notamment les 7e , 61e, 70e et 79e demi-brigades d'infanterie de première formation ainsi que les volontaires nationaux du Gers et du Gard. 
Dagobert souhaitait envelopper les positions espagnoles par l'ouest, mais Fabre et les autres généraux le persuadèrent de mener une attaque frontale. Le général en chef ordonna donc dans un premier temps à une division, conduite par le général de brigade Louis Antoine Goguet, d'assaillir l'aile gauche espagnole à Thuir tout en détachant une colonne pour attaquer cette localité par l'ouest ; dans le même temps, la division d'Aoust fut chargée d'attaquer le flanc droit à Mas Deu, pendant que Dagobert, avec sa propre division, avait pour mission de percer le centre espagnol. Pensant que les Français concentreraient leurs efforts sur Thuir, Ricardos confia son aile droite aux 3 000 hommes du général Crespo et dépêcha sur Thuir les troupes des lieutenants-généraux Pedro Téllez-Girón (en) et Luis Fermín de Carvajal. 
Au centre, Dagobert bouscula les lignes espagnoles et les rejeta sur leur camp principal à Trouillas. La colonne de Goguet, en revanche, prise sous le feu intense de l'infanterie et de l'artillerie espagnoles, fut repoussée dans le secteur ouest, puis brisée par une charge de Ricardos en personne à la tête de sa cavalerie. Ce dernier s'en retourna ensuite vers le centre du champ de bataille, là où le combat était le plus acharné. D'Aoust s'engagea mollement contre Crespo près de Mas Deu et ne constitua pas une menace sérieuse pour le flanc droit espagnol. Cette situation permit à Ricardos de concentrer sa cavalerie contre la division de Dagobert tandis que Carvajal, débarrassé de Goguet, marcha sur Trouillas afin de prendre le centre français à revers : trois demi-brigades françaises furent encerclées et en grande partie capturées. À l'issue de cette journée de combats, Dagobert se retira au nord-est vers Canohès.

## Bilan et conséquences
Selon Bernard Prats, la victoire espagnole est en partie attribuable à la désorganisation et aux carences logistiques de l'armée française. Même si Dagobert lui-même admit une perte de 1 500 hommes, l'historien britannique Digby Smith estime que le bilan de cette bataille, du côté français, fut de 3 000 tués ou blessés, 1 500 prisonniers et 10 canons ; les pertes espagnoles s'élevaient quant à elles à 2 000 tués, blessés ou disparus. Les représentants Fabre et Raymond Gaston relevèrent Dagobert de son commandement le 28 septembre et le remplacèrent temporairement par d'Aoust. Dagobert retourna en Cerdagne avec sa division et pilla la ville espagnole de Camprodon le 4 octobre. Malgré sa victoire de Trouillas, Ricardos jugea opportun de se replier sur le fleuve Tech, ce qui ne l'empêcha pas, le 3 octobre, de remporter un nouveau succès sur les troupes de d'Aoust au Boulou.